# Haploglenius costatus
Haploglenius costatus är en insektsart som först beskrevs av Hermann Burmeister 1839.  Haploglenius costatus ingår i släktet Haploglenius och familjen fjärilsländor. Inga underarter finns listade i Catalogue of Life.